# Veruschka, poesia di una donna
Pour les articles homonymes, voir Veruschka.
Pour plus de détails, voir Fiche technique et Distribution.
Veruschka, poesia di una donna (Veruschka, poésie d'une femme), également connu sous le nom de Veruschka, est un film dramatique italien écrit et réalisé par Franco Rubartelli (it), sorti en 1971 et mettant en vedette le mannequin Veruschka. 

## Synopsis
Vera est un mannequin allemand qui, au milieu du succès, traverse une crise existentielle qui l'amène à prendre ses distances avec son amant et agent. Elle tente de retrouver l'amour de sa jeunesse, Michael, en se réfugiant dans la maison où elle a grandi en Allemagne. Mais même ici, elle est malheureuse et ressent des désirs de mort, essayant de s'éloigner de la réalité par la consommation de drogue. L'amant la rejoint et la ramène en Italie, mais leur union retrouvée ne dure pas longtemps et s'interrompt à nouveau lorsque Vera veut échapper au succès. Finalement, les deux se retrouvent une fois de plus et, juste au moment où elle semble avoir trouvé la réponse à leurs angoisses intérieures, les deux meurent dans un accident de voiture.

## Fiche technique
- Titre original :  Veruschka, poesia di una donna
- Réalisation : Franco Rubartelli (it)
- Scénario : Giampiero Bona, Franco Rubartelli (it)
- Photographie : Franco Di Giacomo
- Montage : Franco Arcalli
- Musique : Ennio Morricone
- Pays de production : Italie
- Langue originale : italien
- Format : couleur
- Genre : drame
- Durée : 92 minutes
- Dates de sortie :  
  - Italie : 2 avril 1971

## Distribution
- Veruschka : Vera, le mannequin
- Luigi Pistilli : Luigi, le gérant
- Gianni Di Luigi :

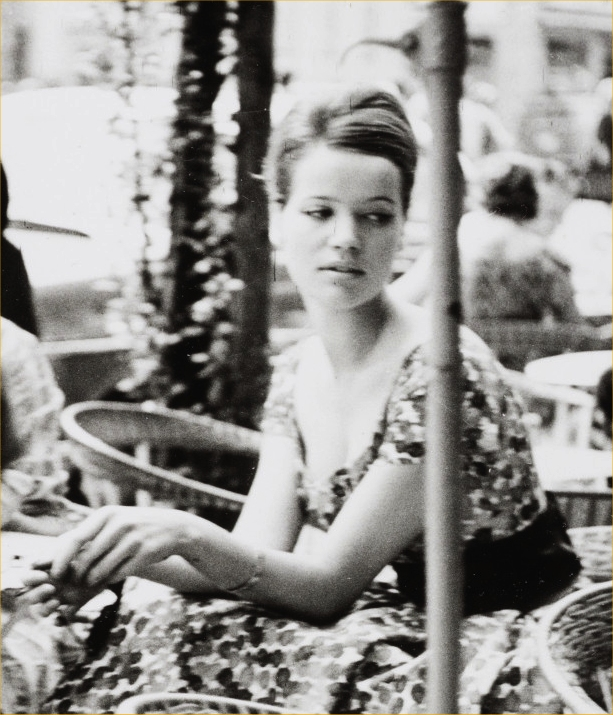
Le mannequin Veruschka (ici en 1960 à Munich).

- Maria Cumani Quasimodo : la mère de Veruschka
- Silvana Venturelli :
- Elsa Asteggiano :
- Bruno Boschetti : Michael
- Quinto Gambi : l'auto-stoppeur
- Sergio Palmieri :
- Mirella Pamphili :
- Eugenio Prando :
- Nadia Riccioli :
- Mario Magrone : journaliste (non crédité)

## Production
Franco Rubartelli (it) était à l'époque compagnon de cinéma du célèbre modèle protagoniste du film. En effet, grâce à ses clichés, Veruschka avait été portée au sommet de la gloire. 
Le film est sorti en Italie le 2 avril 1971.

## Bande son
La bande originale du film a été composée par Ennio Morricone et interprétée par Edda Dell'Orso. La bande originale complète du film n'est sortie pour la première fois qu'en 1995 sur CD par Point Records et comprend quatorze titres. Elle est rééditée plusieurs fois en CD et LP par Easy Tempo, GDM et Dagored, avec un nombre de titres plus élevé, de 21 à 24. Avant l'édition CD de 1995, seul le thème des titres du film était apparu dans certaines compilations et recueils d'Ennio Morricone.